# آرثر غوس
آرثر غوس هو مصور كندي، ولد في 1881 في لندن في كندا، وتوفي في 1940 في تورونتو في كندا.